# 2011年金砖国家峰会
2011年金砖国家峰会，也称第三次金砖国家峰会，于2011年4月14日在中国的三亚举行。是“金砖国家”举办的第三次峰会，新成员南非首次参加。本次峰会的主题为“展望未来、共享繁荣”，各国领导人在峰会上主要讨论了国际经济金融和发展问题以及五国之间的合作。会后发表了《三亚宣言》。

## 背景
本次峰会是2010年巴西利亚峰会的延续，也是新成员南非首次参加的峰会。官方正式的英文名称也由BRIC改为BRICS。

## 讨论议题
- 经济
- 国际法
- 利比亚冲突
- 联合国安理会改革

## 参会领导人
五国参会元首或政府首腦.

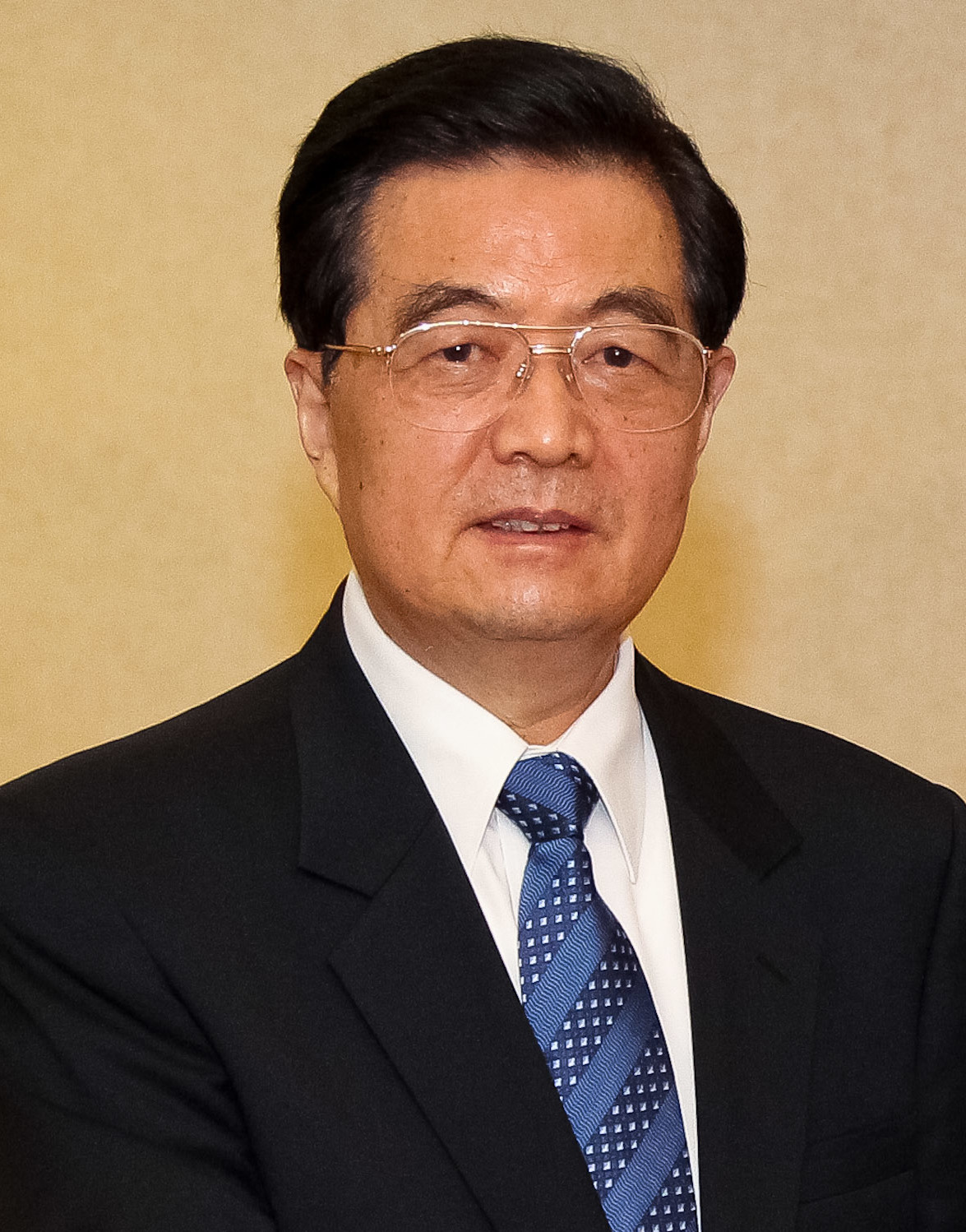
胡錦濤 (主辦人) 中國国家主席
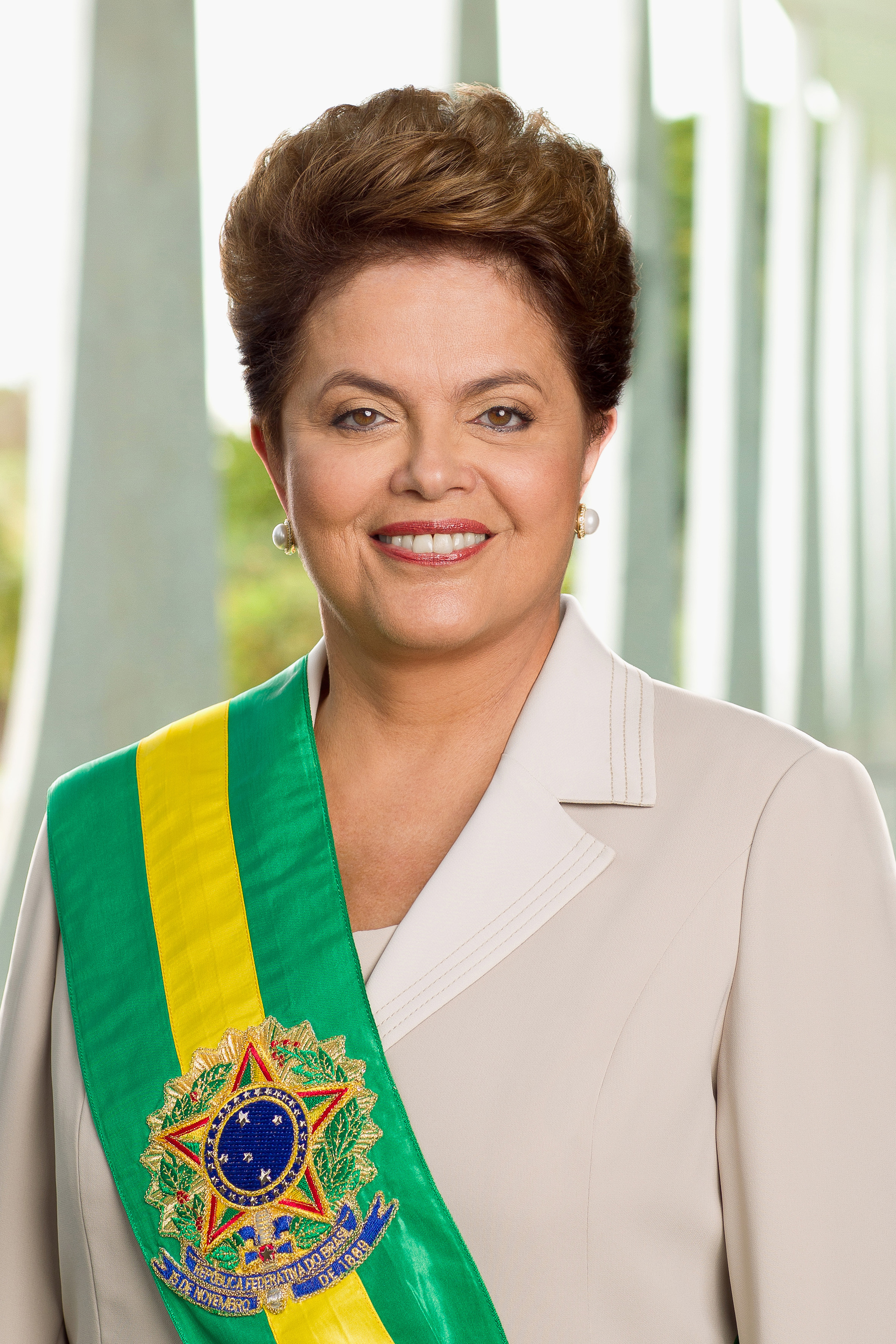
迪爾瑪·羅塞夫 巴西總統
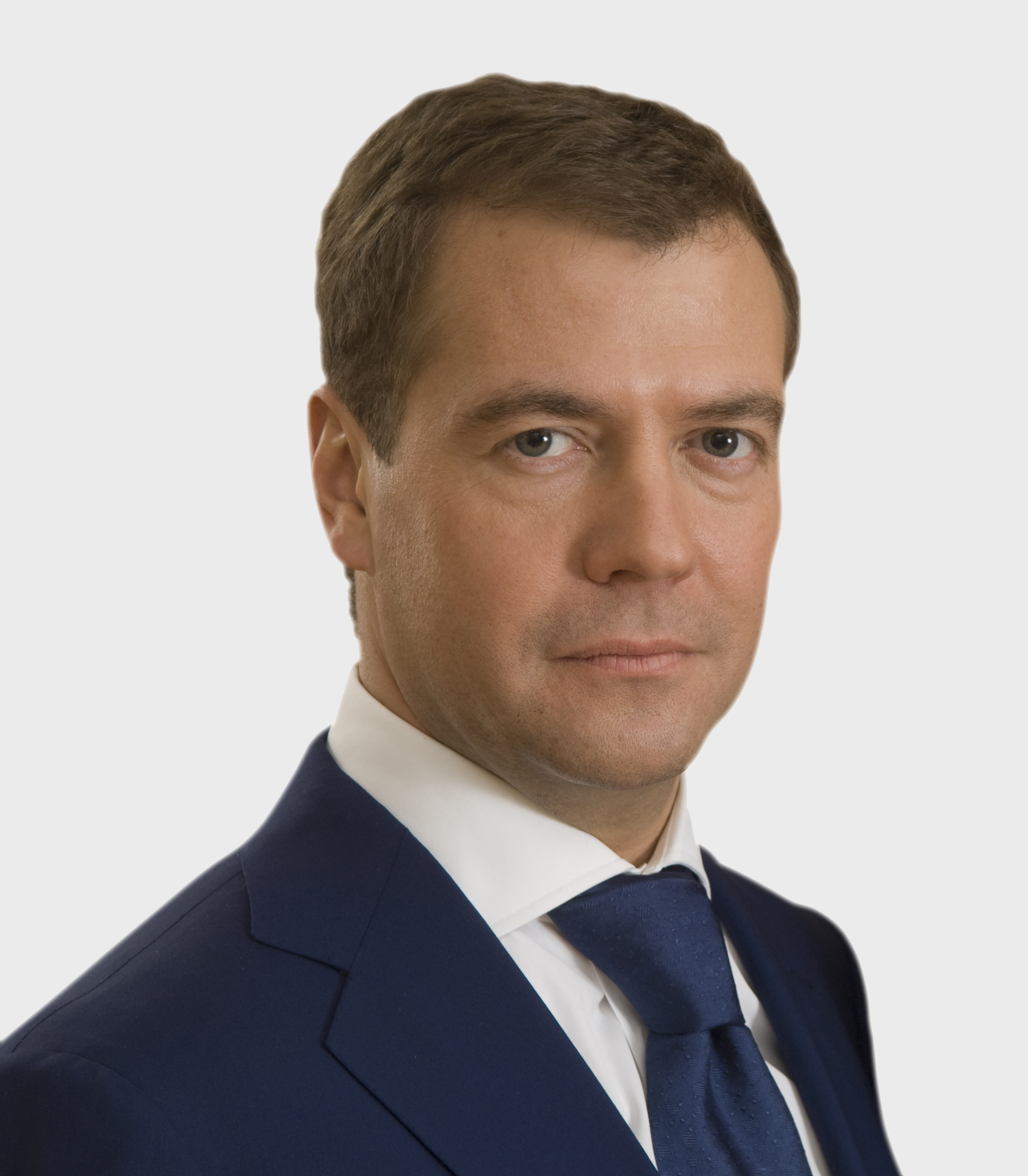
德米特里·梅德維傑夫 俄羅斯總統
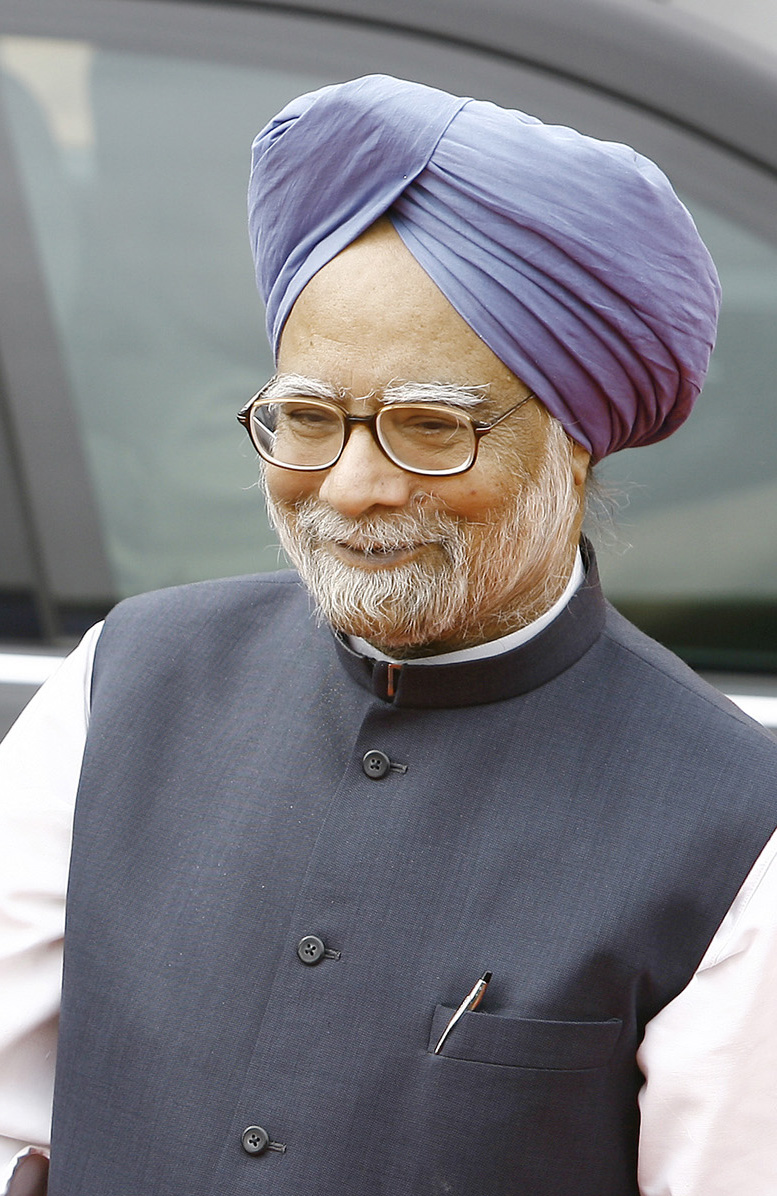
曼莫漢·辛格 印度總理
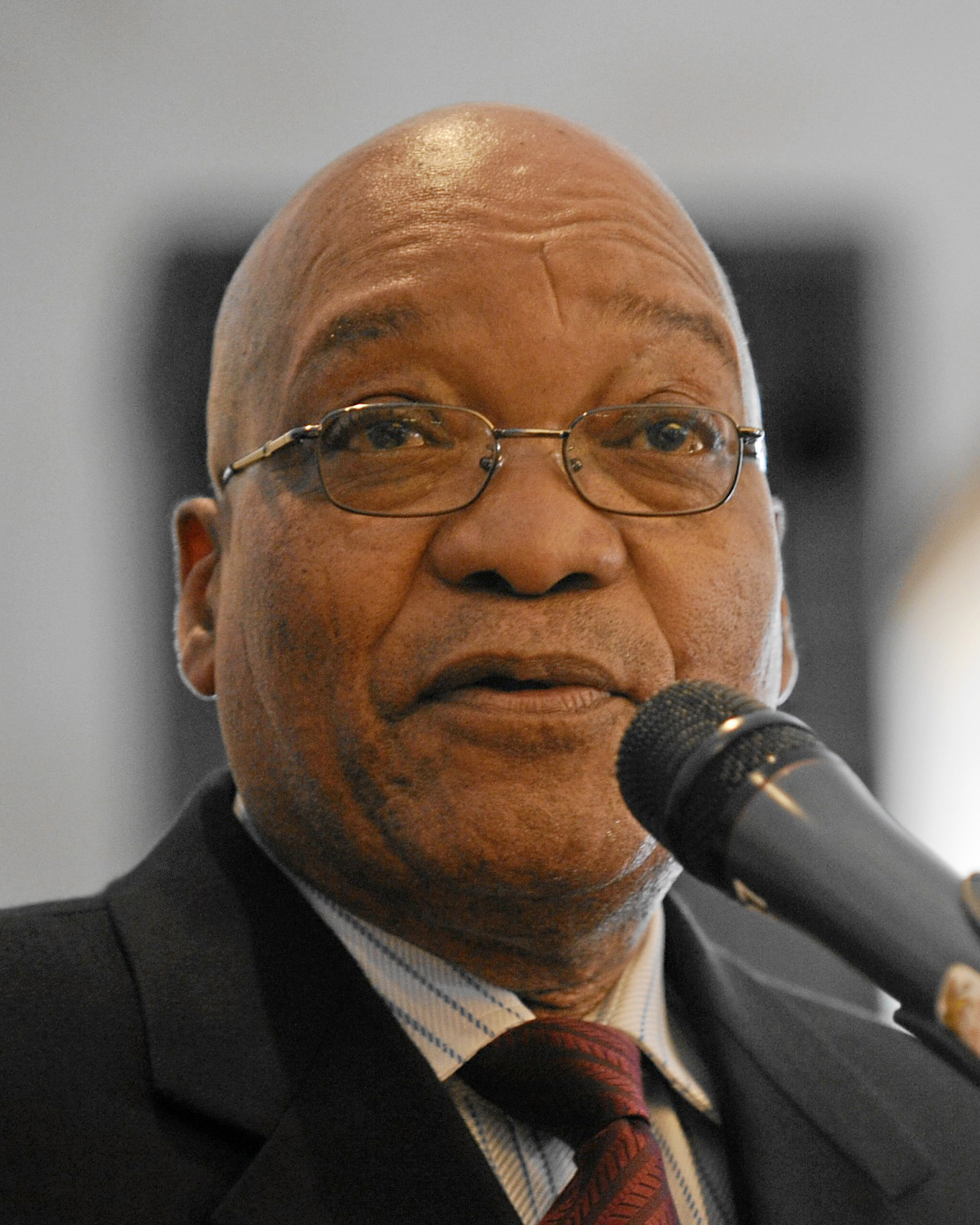
雅各布·祖瑪 南非總統